# Юрчик, Мариан
Мариан Юрчик (пол. Marian Jurczyk; 16 октября 1935, деревня Карчевице — 30 декабря 2014, Щецин) — польский профсоюзный деятель и правый национал-консервативный политик, один из исторических лидеров движения Солидарность. Активный участник рабочих протестов 1970—1971. В августе 1980 подписал в Щецине первое из Августовских соглашений. Председатель Щецинского профцентра «Солидарности». Был непримиримым противником ПОРП, занимал радикальную антикоммунистическую позицию в противостоянии с властями ПНР. Интернирован при военном положении. В Третьей Речи Посполитой — сенатор Польши в 1997—2000, президент (мэр) Щецина в 1998—2000 и 2002—2006. Основатель профобъединения Солидарность 80.

## Происхождение и работа
Родился в семье силезских крестьян из гмины Кломнице, близ Ченстохова (в то время Келецкое, ныне Силезское воеводство). В детстве пережил нацистскую оккупацию. Семья подвергалась преследованиям, из-за чего Юрчик всю жизнь не мог преодолеть неприязни к Германии и немцам. Отличался глубокой католической религиозностью, помогал при службах в костёле.
Окончил семь классов сельской школы. С 16 лет работал в Ченстохове на текстильном заводе Stradom. Низкие заработки побудили искать трудоустройство в большом городе на присоединённых после войны территориях. Мариан Юрчик перебрался в Щецин, в 19-летнем возрасте поступил на судоверфь имени Варского. Срочную службу в армии проходил в артиллерийской части в Торуни. Вернувшись на судоверфь, работал крановщиком, сварщиком, пожарным, кладовщиком, завскладом.
Поначалу, по многим отзывам, крестьянин Юрчик с трудом адаптировался в незнакомых городских условиях. Отличался чрезвычайным консерватизмом, «деревенским взглядом» и в мировоззрении, и в образе жизни, и в бытовых привычках.
С юности Мариан Юрчик был убеждённым польским националистом и антикоммунистом, сторонником католической социальной доктрины. События Польского Октября в 1956 (в это время Юрчик служил в армии) пробудили социальную и политическую активность. С национал-католических и правопопулистских позиций Юрчик жёстко отвергал правящий режим компартии ПОРП (хотя во время антисемитской кампании конца 1960-х, не будучи её участником, снисходительно относился к распространению на верфи антисемитских листовок и использованию рабочих против студенческих демонстраций).

## Активист в ПНР

### «Щецинская республика»
В декабре 1970 Мариан Юрчик активно примкнул к рабочим протестам на Балтийском побережье. В Щецине вожаком являлся Эдмунд Балука. Щецинские протесты отличались особой жёсткостью (этому способствовала позиция местного первого секретаря комитета ПОРП Антония Валашека и коменданта милиции Юлиана Урантувки). Произошли столкновения рабочих с милицией, было подожжено здание воеводского комитета ПОРП.
Вместе с Эдмундом Балукой, Адамом Ульфиком, Владиславом Токарским, Богданом Голашевским Мариан Юрчик возглавлял забастовочный комитет на Щецинской судоверфи. Участвовал в переговорах с партийно-государственной делегацией Эдварда Герека. Занимал радикальные позиции в духе «рабочей демократии», играл видную роль в спонтанно возникшей «Щецинской республике».

### Доверие и разочарование
Первоначально Юрчик доверял обещаниям Герека, данным после отстранения от власти Владислава Гомулки. Его искренняя вера в нового лидера ПНР доходила до того, что когда Герек появлялся на телеэкране, хозяин дома Юрчик требовал полной тишины. В 1971—1972 Юрчик принимал участие в деятельности официальных профсоюзов ПНР.
Однако Юрчик быстро разочаровался в герековском курсе и примкнул к нелегальной рабочей группе во главе с Балукой. После вынужденной эмиграции Балуки участвовал в католическом протестном движении. Окончательно Юрчик отверг Герека в 1976, после подавления рабочих протестов в Варшаве и Радоме. Особенное негодование вызвали партийные приказы проводить собрания в коллективах и «гневно осуждать» забастовщиков.

## Лидер щецинской «Солидарности»

### Щецинское соглашение
19 августа 1980 года Мариан Юрчик возглавил Межзаводской забастовочный комитет Щецина (MKS). Центр щецинского движения софрмировался вокруг Юрчика на судоверфи имени Варского. От имени комитета Юрчик вёл переговоры с первым секретарём воеводского комитета ПОРП Янушем Брыхом и вице-премьером ПНР Казимежем Барциковским.
Щецинский MKS выдвинул к властям 36 требований социально-экономического и политического характера, выдержанных в духе рабочего популизма и радикального антикоммунизма. В отличие от Леха Валенсы в Гданьске, Мариан Юрчик принципиально отказался от помощи экспертов из оппозиционной интеллигенции. Забастовку он считал делом рабочих и настороженно относился к диссидентам, подозревая их в склонности к компромиссу с ПОРП. То же касалось представителей зарубежных СМИ — поставленная Юрчиком рабочая охрана верфи, выполняя его инструкции, сдала милиции группу корреспондентов Би-Би-Си.

В Гданьске среди зачинщиков забастовки были политики. В Щецине забастовка была спонтанной и чисто рабочей. Но наше отношение к иностранным журналистам, которых мы игнорировали, было ошибкой. В результате о забастовке в Щецине мир узнал гораздо меньше, чем о гданьской.

Мариан Юрчик

Барциковский рассчитывал в ходе переговоров «приручить» активистов (вплоть до коррумпирования) и включить их в государственную систему ПНР. Эти попытки потерпели полную неудачу, натолкнувшись на твёрдую позицию Юрчика. Однако вице-премьеру удалось заметно огранить политическую часть договорённостей. MKS Щецина добился от вице-премьера Барциковского меньших уступок, нежели MKS Гданьска от вице-премьера Ягельского. В то же время Щецинское соглашение забастовщиков с правительством было подписано 30 августа 1980, на день раньше, чем всемирно известный гданьский документ.

### Щецинский профцентр
Мариан Юрчик быстро выдвинулся в общенациональное руководство Солидарности. Состоял во Всепольской комиссии, возглавлял профцентр в Щецине и Западной Померании. Принадлежал к радикальному «фундаменталистскому» крылу «Солидарности» (другие известные представители — Анджей Гвязда, Ян Рулевский, Гжегож Палька, Анджей Розплоховский, Северин Яворский). Юрчик последовательно выступал за конфронтацию с правящей компартией. Жёстко противостоял воеводскому комитету ПОРП, региональным секретарям Казимежу Цыпрыняку и Станиславу Мискевичу, представлявшим «партийный бетон».

Мы выгоним коммунистов с предприятий. Может быть, придётся даже установить пару виселиц. Этих зверей следует держать в клетках.

Мариан Юрчик

В период Быдгощского марта Мариан Юрчик выступал за перерастание всепольской предупредительной забастовки во всеобщую. Резко высказывался на переговорах с вице-премьером Мечиславом Раковским: Если ваша жена раз за разом обманывает вас, вы будете ей доверять? Вот и мы вам больше не доверяем.
Щецинский профцентр «Солидарности» отличался постоянной готовностью к атаке. Правительство ПНР Юрчик называл «московской делегатурой», объявил о создании «социального трибунала» для представителей власти и выразил готовность к вынесению висельных приговоров. При этом проявился едва не единственный задокументированный пример антисемитизма Юрчика: он заявил, будто в руководстве ПОРП «трое из четырёх евреи» (именно этот элемент его воззрений одобрял лидер «бетонного» Движения щецинских коммунистов Иренеуш Каминьский).
Во внутренних раскладах «Солидарности» Юрчик осуждал «культ Валенсы». (Со своей стороны, Валенса обвинял Юрчика в «ноже в спину 30 августа» — заключении Щецинского соглашения раньше Гданьского.) Особенно негативно относился Юрчик к таким советникам профсоюза, как Яцек Куронь, Адам Михник, Бронислав Геремек, Тадеуш Мазовецкий. Он считал, что представители интеллигенции, особенно левые (как Куронь, Михник, Кароль Модзелевский) стараются «вырвать „Солидарность“ у рабочих и использовать в своих социалистических целях».
На I съезде «Солидарности» Юрчик баллотировался в председатели профсоюза. В своей речи он акцентировал антикоммунизм и требовал наступательной позиции, а также критиковал Валенсу за «антидемократическое» руководство профсоюзом. За его кандидатуру был подан 201 голос — почти четверть делегатов, второе место после Валенсы. В этом выразилась широкая популярность щецинского профлидера.
Октябрьская речь Юрчика на мебельной фабрике в Тшебятуве, где прозвучали слова о виселицах для коммунистов, впоследствии называлась одним из предлогов для силовых действий со стороны властей. Советские пропагандистские органы особо отмечали деятельность Юрчика. Его не только критиковали его позицию и называли «вешателем», но и сообщали о «диких пьяных оргиях по ночам в щецинской штаб-квартире „рабочего профсоюза“».
В конце 1981 года Щецинский профцентр «Солидарности» и судоверфь имени Варского занимали непримиримую позицию в отношении ПОРП и правительства генерала Ярузельского. На верфи проводилась демонстративная акция — протестная голодовка членов независимого профсоюза сотрудников милиции. Рабочие верфи на общем собрании приняли резолюцию: Мы решительно отбрасываем идею Фронта национального согласия и требуем, чтобы на период до свободных выборов власть была передана Общественному совету народного хозяйства.

## Преследования властей
Мариан Юрчик был взят под стражу в первые часы военного положения — в ночь на 13 декабря 1981. Приказ об интернировании шестидесяти активистов Щецинской «Солидарности» отдал воеводский комендант милиции полковник Верниковский. Машину, в которой ехали Юрчик и секретарь профцентра Станислав Коцян, опергруппа госбезопасности остановила на дороге из Гданьска в Щецин. Обоих вывезли в лес; перспектива казалось понятной. Однако вскоре подъехал курьер с пакетом. Прочитав бумаги, начальник опергруппы приказал везти задержанных в голенювский центр интернирования.
Забастовка Щецинской судоверфи и её подавление происходили без Юрчика. В местах интернирования он оставался до 18 ноября 1982.
Вскоре после освобождения в конце 1982 года Мариан Юрчик вновь был арестован. Готовился политический процесс над группой наиболее радикальных активистов «Солидарности» и КОС-КОР. Перед судом должны были предстать Яцек Куронь, Адам Михник, Кароль Модзелевский, Анджей Гвязда, Генрик Вуец, Ян Рулевский, Северин Яворский, Гжегож Палька, Анджей Розплоховский, Мариан Юрчик. Однако, опасаясь политических осложнений, власти воздержались от проведения процесса. Оппозиционерам было предложено эмигрировать, но все они ответили отказом.
Подпольная «Солидарность» выпустила в 1984 серию почтовых марок с изображениями политзаключённых, в том числе Мариана Юрчика.
В 1984 году Мариан Юрчик освобождён по амнистии. Был с энтузиазмом встречен массой сторонников в Щецине. Был принят на судоверфь, но в конце 1986 уволен (формально «по состоянию здоровья»). Участвовал в деятельности подпольных структур «Солидарности».
Мариан Юрчик настаивал на сохранении не только идей, но и организационной структуры «Солидарности» 1980—1981 годов. На этой почве он снова конфликтовал с Валенсой, обвиняя его в узурпации руководства профсоюзным подпольем. В 1987 Юрчик создал «Рабочую группу Национальной комиссии „Солидарности“», не признававшую Валенсу в качестве председателя. Однако это структура не получила развития. Лидерство осталось за Валенсой.

## Гибель сына и невестки
5 августа 1982 покончили с собой сын и невестка Мариана Юрчика. 23-летний Адам и 20-летняя беременная Дорота выбросились из окна. Произошло это в разных местах Щецина: Дорота совершила самоубийства в своей квартире, Адам несколько часов спустя, в гостях у приятеля.
Похороны вылились в массовую антикоммунистическую демонстрацию и столкновения с ЗОМО. Мариан Юрчик считал гибель Адама и Дороты политическим убийством и возлагал подозрения на Службу госбезопасности (СБ). Но ни официальное, ни общественное расследования не нашли подтверждений этой версии.
Адам Юрчик не имел отношения к политике, не участвовал в протестах, не состоял в «Солидарности». Он увлекался музыкой, был близок к хиппи. Временами возникали подозрения касательно употребления наркотиков. Отношения Адама с отцом-консерватором были довольно прохладными. Дорота и прежде отличалась суицидальными наклонностями. Высока вероятность, что самоубийство Дороты было вызвано тяжёлой депрессией, а Адам повторил её поступок из чувства вины перед женой. Однако Юрчик-старший до конца жизни был уверен в убийстве обоих.

## Консервативный политик

### Национальная «Солидарность 80»
Весной-осенью 1988 года, при новую забастовочной волне, Мариан Юрчик, несмотря на свою известность и популярность, не являлся основным лидером протестов в Щецине. Эта роль перешла к профсоюзному юристу Анджею Мильчановскому, убеждённому стороннику Валенсы. Центром щецинского забастовочного движения впервые стала не судоверфь имени Варского, а другие предприятия, прежде всего морской порт — где действовали ячейки «Солидарности», организованные при координирующем участии Мильчановского.
Юрчик резко осудил переговоры в Магдаленке. Договорённости Валенсы с Ярузельским, Кищаком и Раковским он посчитал «сговором с коммунистами» и «изменой рабочему делу». Противоречия перерастали в серьёзный конфликт. Валенса и Мильчановский убеждали Юрчика отойти от политики и даже эмигрировать — на том основании, что он слишком «засвечен» и не соответствует новому этапу борьбы. Юрчик отвечал категорическим отказом. Отношения всё более напрягались. Юрчик даже не был приглашён к участию в Круглом столе — хотя, в отличие от тайных магдаленских контактов, готов был участвовать в публичных переговорах. По его словам, он «всегда был за то, чтобы разговаривать, а не стрелять».
В июне 1989 Мариан Юрчик учредил в Щецине правопопулистское профдвижение Солидарность 80, выступавшее за радикальную декоммунизацию, сильную социальную политику, против приватизации, которую Юрчик считал «разграблением национального достояния в интересах номенклатуры ПОРП». «Солидарность 80» объединила около 150 тысяч членов, в основном в Западном Поморье (центр — Щецин) и Силезии (родные места Юрчика). В 1992 году «Солидарность 80» поддерживала правительство Яна Ольшевского.
Блокирование с Ольшевским вызывало недовольство многих активистов профсоюза, которые не считали эффективной его политику. На съезде в июне 1994 группа адвоката Збигнева Полторака добилась отстранения Юрчика с председательского поста. Юрчик и его сторонники не признали этого решения. Однако в 1996 году суд признал Полторака легитимным председателем «Солидарности 80».
Юрчик и его сторонники — приверженцы «Щецинской традиции» — учредили в Щецине Национальный независимый самоуправляемый профсоюз «Солидарность 80» (Krajowy Niezależny Samorządny Związek Zawodowy «Solidarność '80»). В «Национальной Солидарности 80» подчёркивается почётное лидерство Мариана Юрчика.

### Президент Щецина
Первоначально Юрчик не баллотировался на выборные посты, рассматривая Третью Речь Посполиту как «государство, созданное сговором». Однако в 1997 году избрался в сенат Польши от Щецина. В следующем году Юрчик создал Независимое общественное движение, вступившее в правый блок национал-популистских партий во главе с Ольшевским.
Популярность Юрчика в Щецине обусловила его избрание президентом (мэром) города 18 ноября 1998 года. Первым своим решением Юрчик аннулировал контракт с немецкой компанией Euroinvest Saller на строительство крупного супермаркета. Мотивация была сугубо политической (антигерманский национализм), без экономических оснований. Германские партнёры прежних властей Щецина обратились в суд и добились компенсации. Юрчик был привлечён к ответственности за причинение городу ущерба на сумму около 10 миллионов злотых. В 2007 году суд признал Юрчика виновным и приговорил к двум годам лишения свободы условно, а также наложил штраф и обязал возместить ущерб. На следующий год апелляционная инстанция отменила приговор. В декабре 2009 года Юрчик был окончательно оправдан.
В конце января 2000 Мариан Юрчик оставил пост мэра Щецина по решению Конституционного трибунала, запретившего совмещение административных должностей с членством в сенате. Но на выборах 2002 года Мариан Юрчик снова был избран президентом Щецина. Оппоненты критиковали Юрчика за управленческую некомпетентность и католический догматизм (при обосновании решений мэр ссылался на библейские тексты). Они всячески подчёркивали, что Юрчик так и не получил высшего образования. Намекали и на возрастные проблемы (Юрчик мог забыть фамилию собственного заместителя, которого только что назначил).
Левая оппозиция инициировала в 2004 городской референдум об отстранении Юрчика. Голосование было признано несостоявшимся из-за недостаточной явки (на референдум пришли менее 20 % горожан). Хотя популярность Юрчика в городе к тому времени снизилась, жители Щецина не желали демонстративного разрыва с ним.
На выборах 2006 года 70-летний Юрчик уже не смог добиться третьего избрания.

### Обвинение и оправдание
В марте 2000 специальный Люстрационный суд предъявил Юрчику обвинение в контактах с СБ — якобы в 1977 агенты коммунистической госбезопасности, угрожая жизни, принудили его к сотрудничеству. Юрчик не отрицал этого, но категорически не признавал свои контакты сотрудничеством. Материалы из архивов СБ подтвердили: передаваемая им «информация» была либо недостоверной, либо неприменимой; сам Юрчик рассматривался как нелояльный и постоянно находился на подозрении. Последнюю попытку связи СБ предприняла в августе 1980, но Юрчик отказался встречаться и заявил о разрыве.
По протесту Юрчика Верховный суд Польши в 2001 снял выдвинутые обвинения в «люстрационной лжи». Юрчик был полностью оправдан.

## Приверженность традициям
После окончания срока полномочий он в основном удалился в частную жизнь. Проживал Мариан Юрчик в собственном доме. Журналисты-интервьеры отмечали скромность обстановки и иронизировали над сплетнями о якобы «богатой вилле» Юрчика.
Время от времени, обычно к юбилейным датам, Мариан Юрчик выступал с публичными заявлениями. Его воззрения, основанные на традициях рабочего движения, национал-патриотизма и польской версии социального католицизма наиболее полно формулировались в выступлении 30 августа 2010 года к 30-й годовщине подписания Щецинских соглашений:

На мой взгляд, за последние тридцать лет Польша далеко отошла от идеалов Августа-80 — чистоты, равенства, единства и товарищества. Тридцать лет назад на воротах верфей в Гданьске и Щецине были кресты, изображения Ченстоховской Богоматери, портреты Иоанна Павла II. У ворот звучали молитвы. Постоянно обновляемая память нации позволила нам выжить, сохраняя верность своей культуре и религии в годы, когда мы не были свободной страной. Теперь же всё самое ценное продано за бесценок, часто в криминальных сделках. Политические элиты заботятся только об интересах своих партий. Встанем же снова перед воротами этого центра судостроения, поклонимся этому месту, вспомним те надежды. Ещё не поздно очнуться от дурного сна и возродить нацию на польских духовных основах.

17 декабря 2010 года — в 40-ю годовщину расстрелов на Балтийском побережье — Мариан Юрчик обратился к президенту Польши Брониславу Коморовскому с призывом поддержать восстановление щецинских судостроительных предприятий. В своём последнем публичном заявлении Мариан Юрчик сказал, что вся его жизнь была отдана Польше и Щецину.

## Кончина и память
Скончался Мариан Юрчик в возрасте 79 лет. Лех Валенса назвал Юрчика «добрым и храбрым» человеком. Но при этом он заметил, что имел на Юрчика «небольшую обиду» — слишком скорое заключение Щецинского соглашения (по словам Валенсы, между ними была договорённость об одновременном окончании забастовки). Стефан Несёловский назвал Юрчика «скорее человеком борьбы, чем демократического созидания», но отметил, что Юрчик при этом никогда не нарушал демократию. В ряде некрологов отмечалась видная роль Мариана Юрчика в польской истории. Но при этом указывалось, что на определённом этапе он утратил понимание событий и контроль над ними, а вместе с этим и собственное место в политике.
В ПНР Мариан Юрчик олицетворял массовый низовой протест. Он выглядел типичным представителем «батраков и пастухов», которые, по мнению ультраконсерватора Элигиуша Невядомского (убийца президента Польши Габриэля Нарутовича) были опорой Юзефа Пилсудского. Популистская ненависть к правящей элите ПОРП неизбежно приобретала радикально антикоммунистический характер. В Третьей Речи Посполитой «Солидарность-80» соединила антикоммунизм с антилиберализмом и снова дала выход популистскому социальному протесту.
Харизматичная популярность Юрчика в Щецине, организаторские достижения, активность и динамизм позволяют считать его видным деятелем польского рабочего движения.

## Награды
11 ноября 1990 в День независимости Польши Мариан Юрчик был награждён Рыцарским крестом ордена Возрождения Польши от польского правительства в изгнании. Спустя несколько дней после кончины Юрчика президент Коморовский издал указ о его посмертном награждении Командорским крестом ордена Возрождения Польши.